# Marco Nonio Arrio Muciano
Marco Nonio Arrio Muciano (latino: Marcus Nonius Arrius Mucianus; fl. 201-204) fu un senatore e console dell'Impero romano.
Muciano era originario di Verona; suo nonno era Marco Nonio Macrino, console suffetto del 154. Sposò Sestia Asinia Polla.
Nel 201 Muciano divenne console, mentre nel 204 fece parte del collegio sacerdotale dei quindecimviri sacris faciundis.